# 新兴病毒

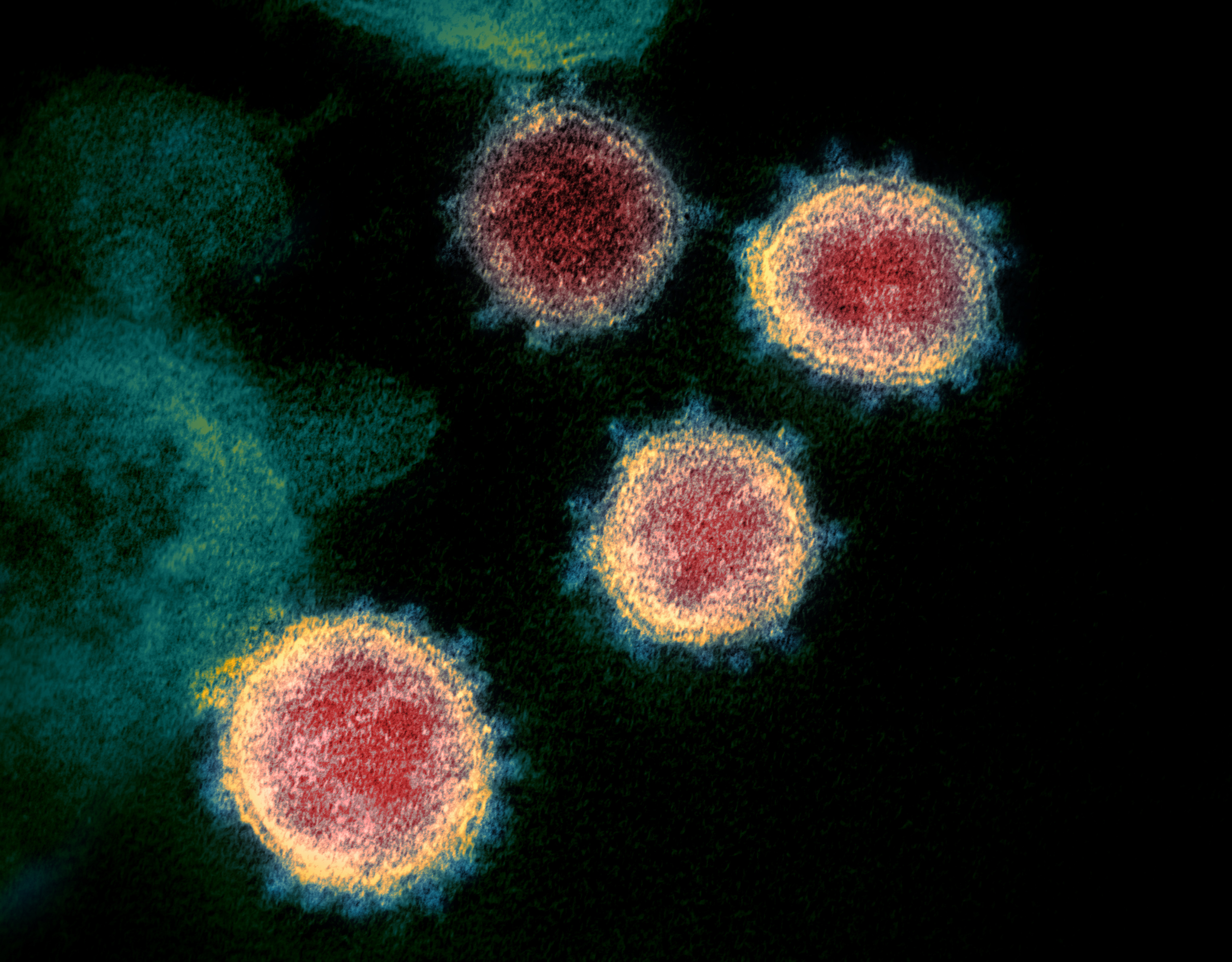
電子顯微鏡下的SARS-CoV-2

新兴病毒（Emergent virus；Emerging virus）泛指新出現且短期內可能快速散播的病毒，為造成新興傳染病的主要原因，可能造成地方或全球的疾病爆發而導致公共衛生危機，並嚴重影響經濟，例如2002年至2004年SARS-CoV造成的SARS事件以及2019年至今SARS-CoV-2造成的2019冠状病毒病疫情，此外還有中東呼吸綜合症冠狀病毒（MERS-CoV）、人類免疫缺乏病毒（HIV）、伊波拉病毒、H5N1流感病毒（造成禽流感）、H1N1流感病毒（造成2009年H1N1新型流感疫情）等。新興病毒的由來通常是感染其他動物的病毒跨物種感染人類，造成人畜共通傳染病，因其以其他動物為自然宿主，通常難以完全根除，而會長期流傳於人群中。
新兴病毒與再發病毒（re-emerging viruses）或新發現病毒（newly detected viruses）不同，再發病毒為過去已存在、近期再次爆發的病毒，例如麻疹病毒；新發現病毒則為過去已廣泛流傳，但可能因難以分離、培養而未鑑定識別的病毒，例如鼻病毒（最常造成普通感冒的病毒，但遲至1956年才被鑑定發表）、C型肝炎病毒（1989年被鑑定發表）、人類偏肺病毒（2001年被鑑定發表，但可能在十九世紀時即已在人群中流傳） 。